# Gargilesse-Dampierre
Gargilesse-Dampierre ist eine französische Gemeinde mit 267 Einwohnern (Stand 1. Januar 2022) im Département Indre in der Region Centre-Val de Loire; sie gehört zum Arrondissement Châteauroux und zum Kanton Argenton-sur-Creuse.

## Lage
Die Gemeinde liegt am rechten Ufer der Creuse an der Mündung des Zuflusses Gargilesse.
Nachbargemeinden von Gargilesse-Dampierre sind Badecon-le-Pin im Norden, Pommiers im Osten, Orsennes und Saint-Plantaire im Südosten, Cuzion im Süden, Baraize im Westen und Ceaulmont im Nordwesten.

## Bevölkerungsentwicklung
| Jahr      | 1962 | 1968 | 1975 | 1982 | 1990 | 1999 | 2007 | 2018 |
| Einwohner | 445  | 400  | 363  | 347  | 342  | 324  | 325  | 283  |

## Sehenswürdigkeiten
- Kirche Notre-Dame (11./12. Jahrhundert)
- Schloss (10. Jahrhundert)
- Kirche von Dampierre (12. Jahrhundert)
- Sommerhaus von George Sand

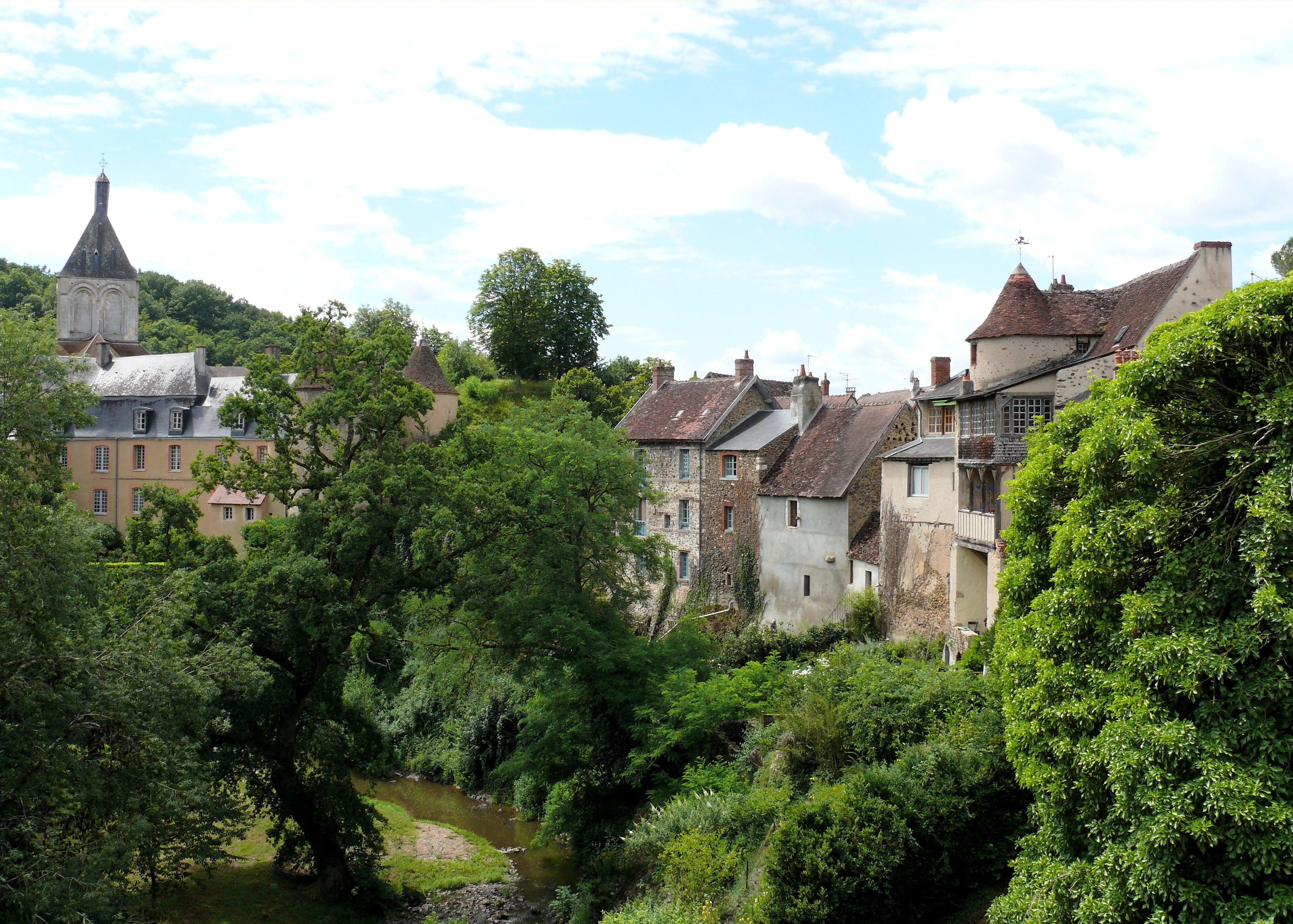
Gargilesse
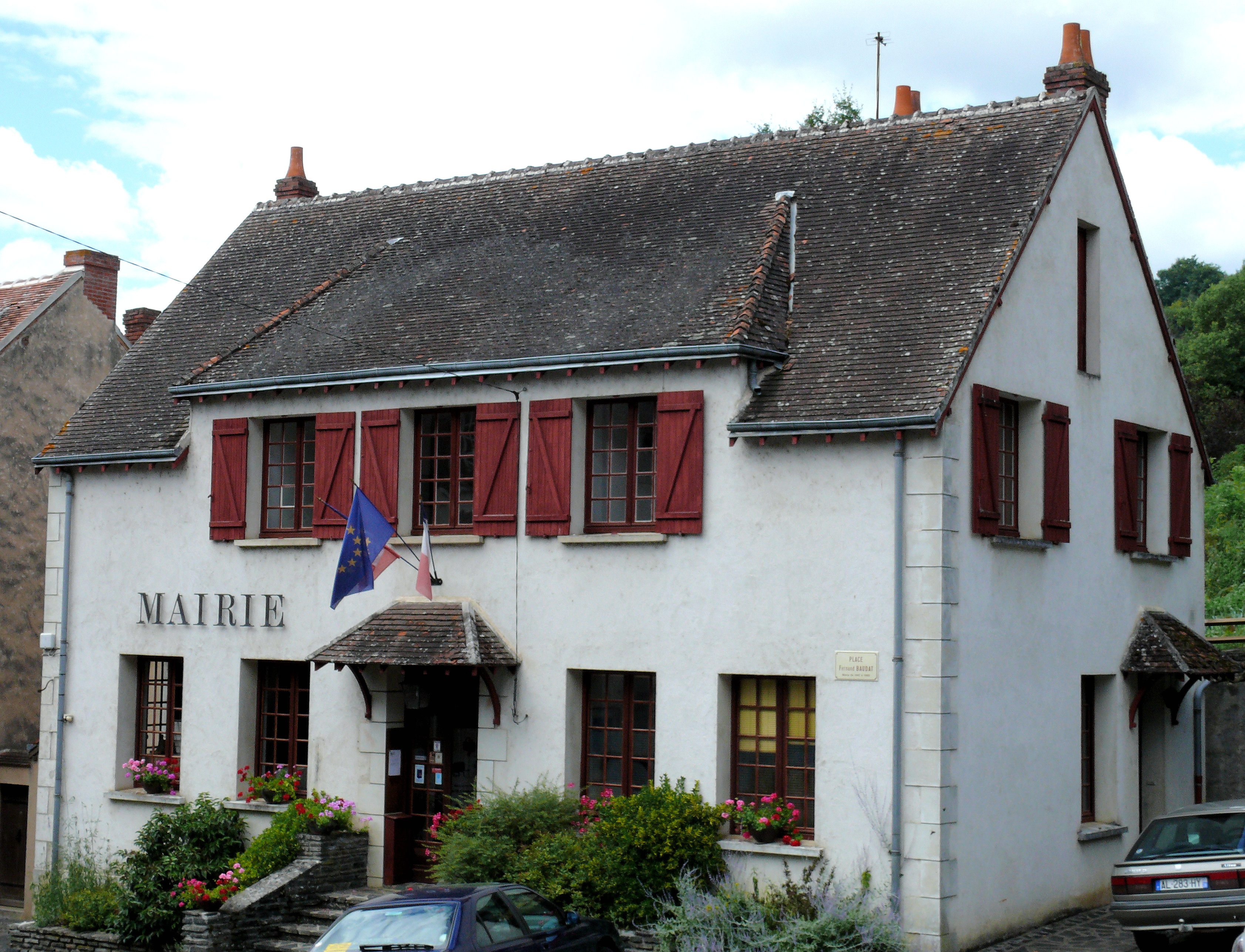
Rathaus (Mairie)
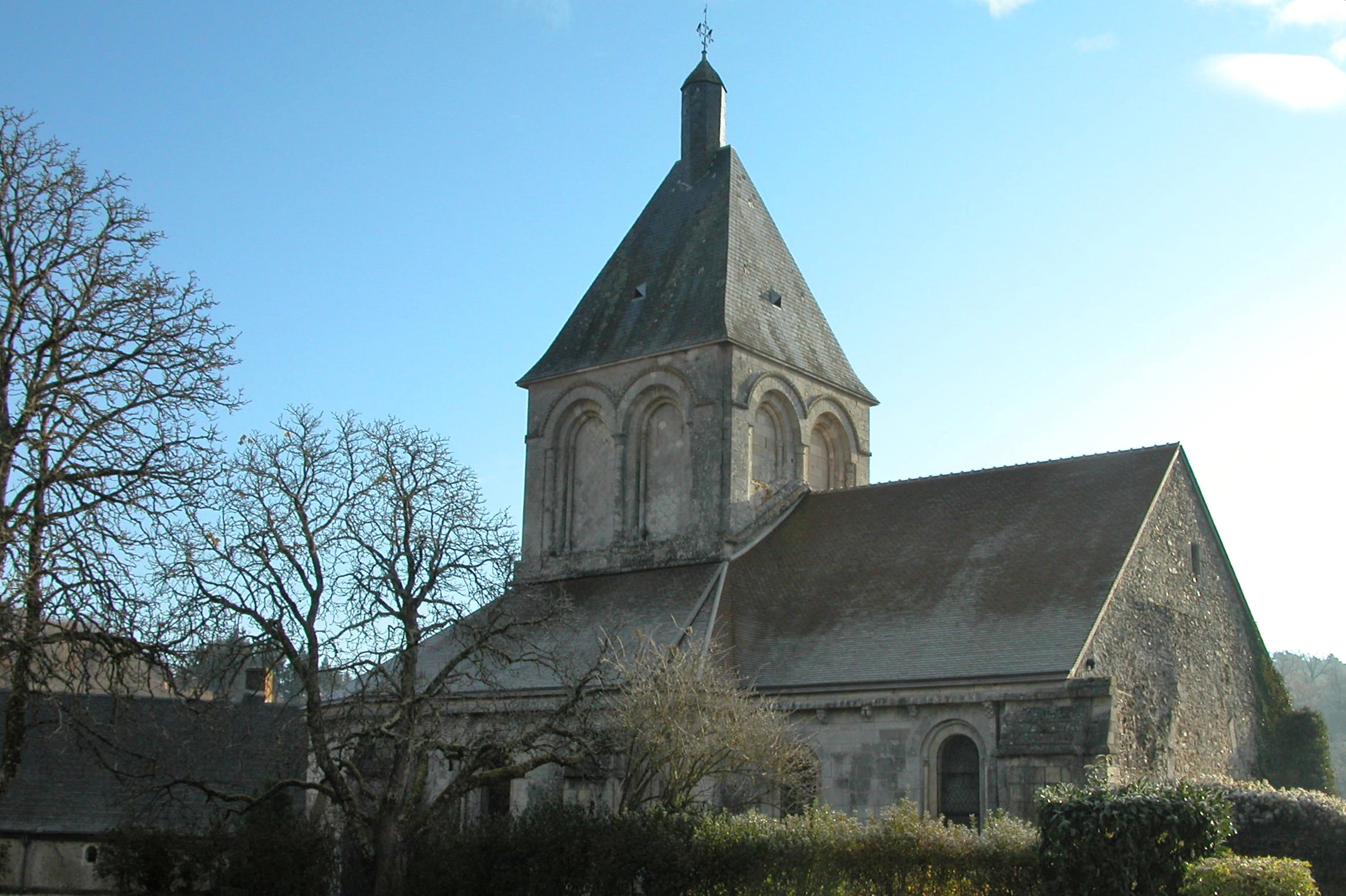
Kirche Notre-Dame
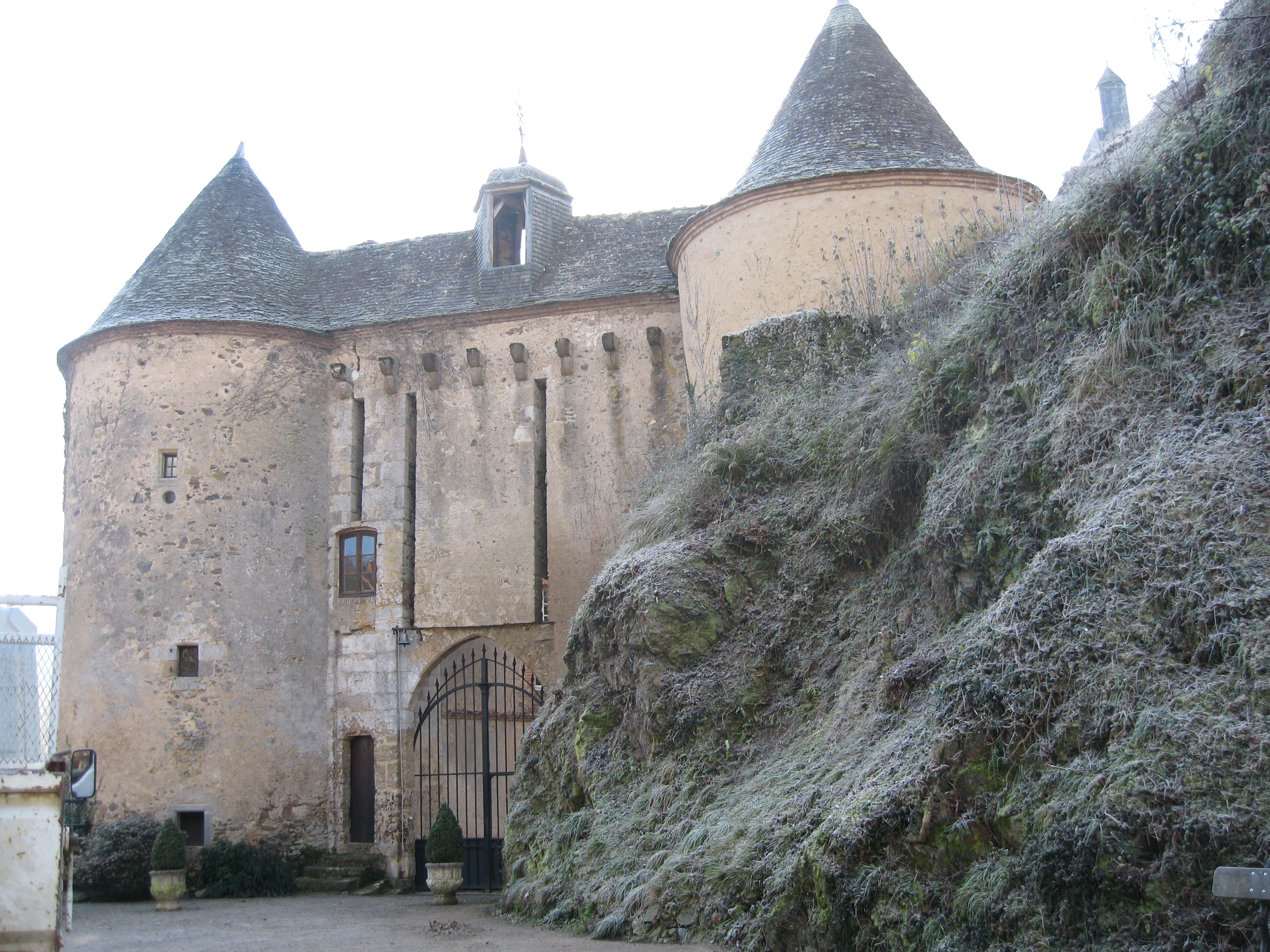
Schloss
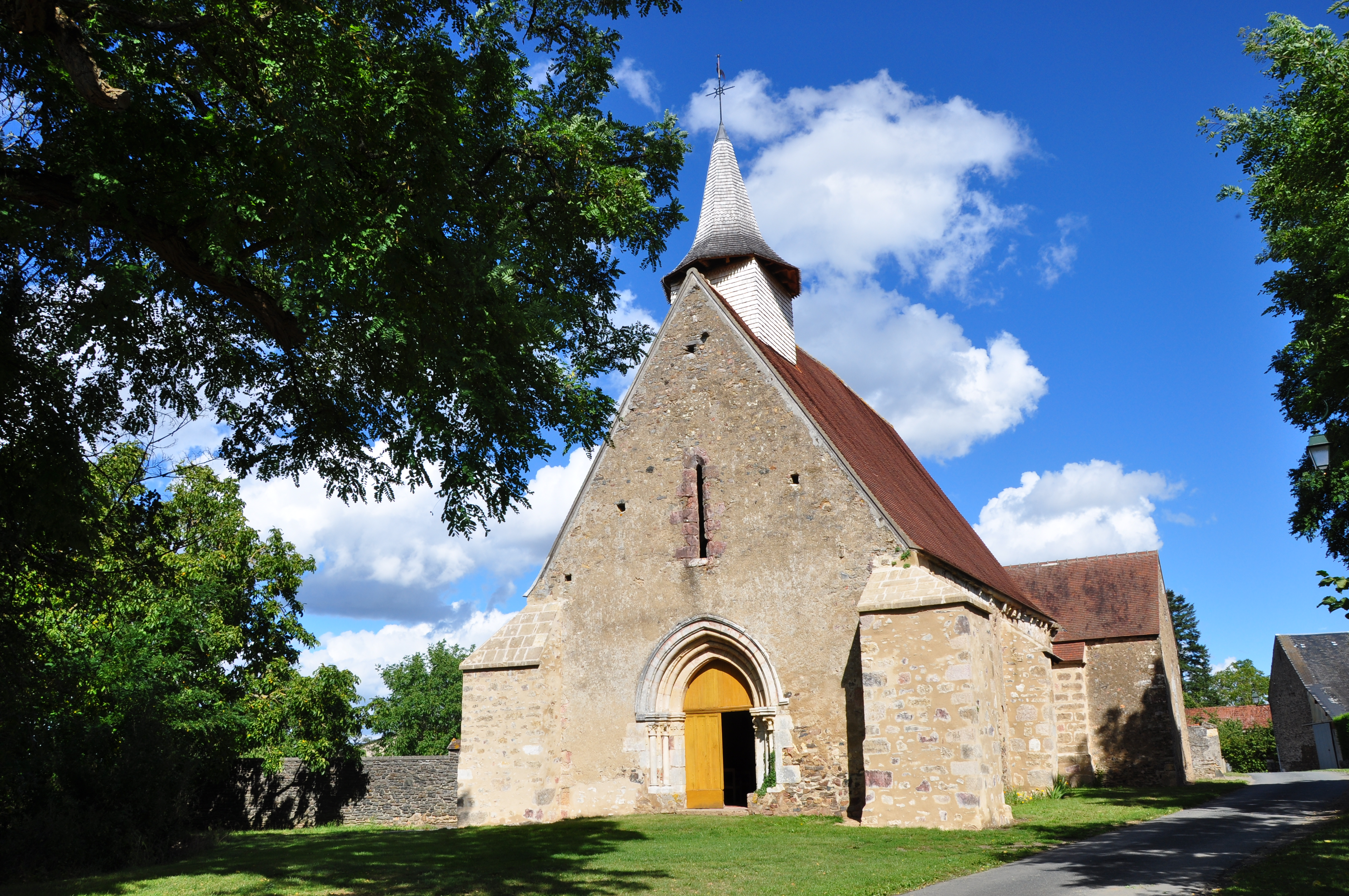
Kirche von Dampierre
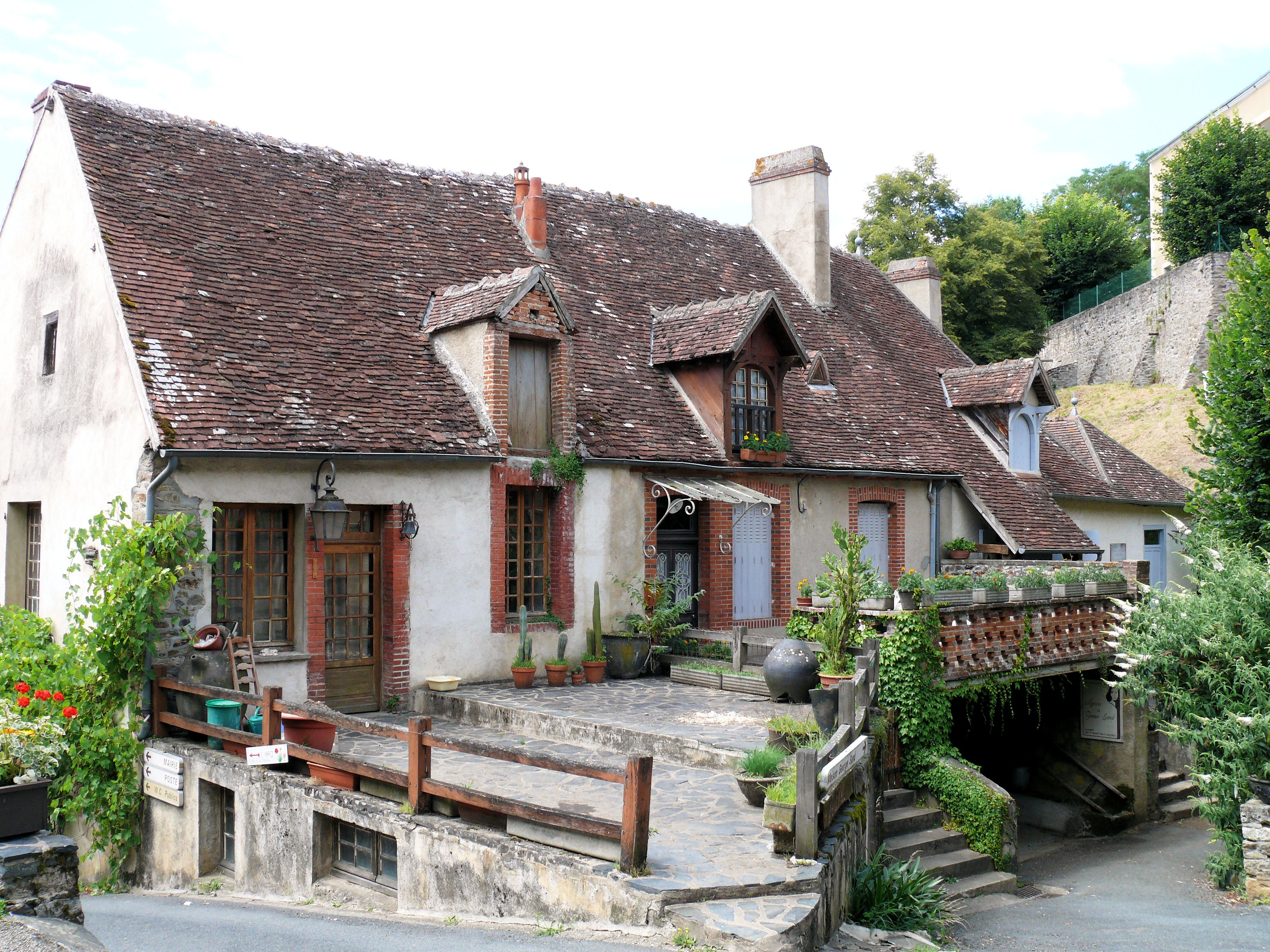
Haus von George Sand

## Persönlichkeiten
- George Sand (1804–1876), Schriftstellerin
- Pierre Jamet (1893–1991), Harfenist und Musikpädagoge

## Sonstiges
Gargilesse steht auf der Liste der schönsten Dörfer Frankreichs.
Gargilesse ist Station auf dem Jakobsweg Via Lemovicensis, einem der vier historischen „Wege der Jakobspilger in Frankreich“; hier kommen die Nord- und die Südroute zusammen.
In und um Gargilesse spielen im Jahr 1943 Erlebnisse des fiktiven Agenten wider Willen Thomas Lieven mit französischen Maquisards im Roman Es muß nicht immer Kaviar sein von Johannes Mario Simmel.